# Robert Walpole Sealy Vidal
Robert Walpole Sealy Vidal (anglès: Walpole Vidal)  (Bideford, 3 de setembre de 1853 - Abbotsham, 5 de novembre de 1914) fou un futbolista anglès de les dècades de 1870 i 1880. El 26 de maig de 1892 canvià el seu nom renunciant al cognom Vidal.
Un dels primers futbolistes que destacaren en la història d'aquest esport. Jugà les tres primeres finals de la FA Cup amb dos equips diferents, defensant els colors de Wanderers FC i Oxford University FC. També va jugar amb Old Westminsters FC i Remnants FC. A més disputà el primer partit internacional de la història el 1870. En total disputà 6 partits amb Anglaterra, només un considerat oficial.
En aquest primers anys de l'existència del futbol existia la regla que l'equip que marcava un gol, tornava a treure des del mig del camp. Conegut com a "príncep del regat", es comenta que en una ocasió aconseguí marcar tres gols, sense que l'altre equip toqués la pilota.